# توليد مصغر للطاقة

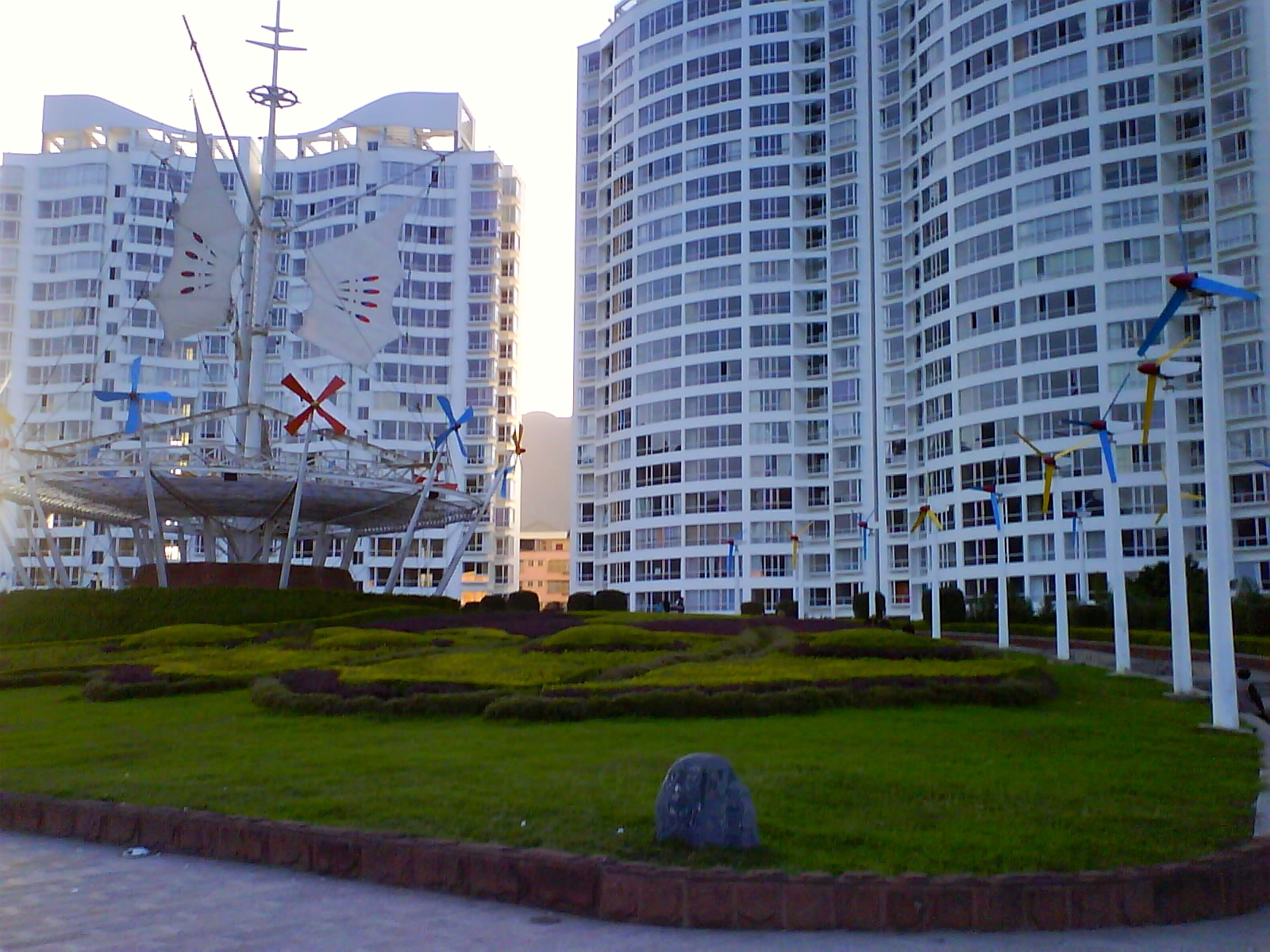

التوليد المصغّر للطاقة هو توليد الحرارة والطاقة الكهربائية على نطاق صغير بواسطة أفراد أو تجمعات أو أعمال صغيرة لتلبية احتياجاتهم، كبدائل أو إمدادات طاقة للشبكات المركزية التقليدية المتصلة. على الرغم من أن ذلك قد يكون مدفوعًا باعتبارات عملية، مثل طاقة الشبكة غير الموثوقة أو المسافة البعيدة عن الشبكة الكهربائية، فإن هذا المصطلح يُستخدم حاليًا في منهجيات التوعية البيئيّة التي تطمح للوصول إلى أثر كربوني منخفض أو معدوم أو تخفيض التكاليف. يختلف عن استخدام أجهزة مولدات الطاقة الصغيرة جدًا بأنه يُعنى بشكل أساسي بمحطات توليد الطاقة الثابتة بدلًا من استخدامه مع أجهزة الاتصال المحمولة.

## التكنولوجيا والتركيب
تتضمن تقنيات التوليد المصغّر للطاقة عنفات رياح صغيرة الحجم ومشاريع صغيرة لتوليد الطاقة الكهرومائية ومصفوفات ألواح ضوئية جهدية وخلايا الوقود الميكروية ومضخات حرارية أرضية ومنشآت توليد مشترك مصغّر للحرارة والطاقة. تُجمع هذه التقنيات غالبًا لتكوين حل معتمد على الطاقة الهجينة التي يمكن أن تقدّم أداءً عاليًا بتكلفة أقل من النظام الذي يعتمد على مولّد طاقة واحد.

### محطات توليد الطاقة
هناك عادةً توقّع و/أو حاجة لوجود بنى تحتية لتخزين الطاقة وتحويل القدرة وتوصيلها مع الشبكة الكهربائية المنتظمة إلى جانب محطات إنتاج الطاقة «مثال: عنفة الرياح والألواح الشمسية». على الرغم من أن التوصيل مع شبكة كهربائية منتظمة ليس أساسيًا، فهو يساعد في تخفيض التكاليف من خلال مخططات التعويض المالية. التكاليف المبدئية في العالم المتطور لهذه الأجهزة عمومًا مرتفعة جدًا، بالتالي لا يترك ذلك خيارًا آخر إلا باختيار أجهزة بديلة لبدء التشغيل.

### الأجهزة الإضافية المطلوبة إلى جانب محطات توليد الطاقة
تُسمى مجموعة الأجهزة المطلوبة لبدء تشغيل النظام وتوليد الكهرباء خارج الشبكة و/أو توصيل شبكة الكهرباء بمكونات توازن النظام، وتتألف من الأجزاء التالية ذات الأنظمة الضوئية الجهدية:

#### جهاز تخزين الطاقة
المشكلة الأكبر في أنظمة الطاقة الشمسية وطاقة الرياح غير الموصولة بالشبكة هي أن الحاجة إلى الطاقة تكون غالبًا عندما لا تكون الشمس ساطعة أو عندما تكون الرياح هادئة، لكن عمومًا فإن ذلك غير إلزامي في أنظمة الشبكة المتصلة البحتة:
- سلسلة من البطاريات عميقة التخزين والمُحكمة التي لا تحتاج إلى شحن «أكثر الحلول شيوعًا» أو وسائل أخرى لتخزين الطاقة «مثال: خلايا وقود الهيدروجين وحدافة (بكرة) تخزين الطاقة والطاقة الكهرومائية للتخزين الضخّي وصهاريج الهواء المضغوط...».[5]
- جهاز التحكم بالشحن من أجل شحن البطاريات أو أجهزة تخزين الطاقة الأخرى لتحويل طاقة التيار المستمر للبطارية إلى تيار متناوب كما هو مطلوب في العديد من الأجهزة أو من أجل تغذية شبكة الطاقة التجارية بفائض الطاقة.[6]
- العاكس الكهربائي (المحوّل) أو محوّل الشبكة التفاعلية. أحيانًا يشار إليها جميعًا «بمعدات تكييف الطاقة».

#### معدّات الأمان
- المؤرّضات ومفاتيح التبديل ومفاتيح العزل وواقيات التدفق. ويشار إليها مجتمعة «بمعدات الأمان».

تُستخدم أنظمة تسليك المنازل الجاهزة «كالتوصيلات الكهربائية أو وحدات توزيع الطاقة الجاهزة» عادةً كبديل في التوليد المصغّر للطاقة للمنازل في العالم المتطور. يمكن أن تُشترى صناديق وكابلات تسليك المنازل المُبسطة، التي تُعرف بعدة التوصيلات الكهربائية، وتُركب ببساطة في البناء دون الحاجة إلى الكثير من المعرفة حول الأسلاك نفسها، إذ إنه حتى الناس الذين لا يمتلكون خبرة تقنية يستطيعون تركيبها. بالإضافة إلى أنها رخيصة نسبيًا وتُقدم ميزات أمان.
- عدّادات البطاريات «لمعدّل الشحن والجهد الكهربائي»، وعدّاد لاستهلاك الطاقة ومخزون الكهرباء من أجل شبكة الطاقة المنتظمة.

#### عنفة الرياح المحدّدة
المعدات الإضافية المُحتاجة في عنفات الرياح ومنشآت توليد الطاقة الكهرومائية هي أقل أو أكثر بقليل مما هي في الأنظمة الضوئية الجهدية «تعتمد على نوع عنفة الرياح المستخدمة» وتتضمن أيضًا:
- مفتاح فصل يدوي
- أساس للعمود
- نظام تأريض
- أجهزة قفل و/أو حمولة وهمية لاستخدامها في الرياح العاصفة عندما يتجاوز توليد الطاقة الاحتياجات الحالية وسعة تخزين النظام.

#### طاقة الرياح المهتزّة
يجري تطوير تقنية طاقة رياح جديدة تحوّل الطاقة من طاقة اهتزاز الرياح إلى كهرباء. يمكن أن تُستخدم هذه الطاقة الناتجة عن تقنية اهتزاز الرياح بدورها الرياح متوسطة السرعة أكثر من استخدامها عنفات الرياح العادية، ويمكن وضعها تقريبًا في أيّ موقع.
يتكون النموذج الأولي من لوحة مركبة مع مذبذبات مصنوعة من قطع من المطاط. تُحوّل الطاقة من ميكانيكية إلى كهربائية باستخدام محوّل طاقة كهروضغطي، وهو عبارة عن جهاز مصنوع من السيراميك والبوليمر ويُطلق الإلكترونات عندما يُضغط عليه. أشرف على بناء هذا النموذج الأستاذ في جامعة كورنيل للهندسة الميكانيكية والفضائية فرانسيس مون. مُوّل عمل مون في تقنية الرياح المهتزة من قبل مركز أتكينسون لمستقبل مشرق في جامعة كورنيل.

### التركيبات الممكنة
هناك عدّة تركيبات ممكنة للمولّدات المصغرة للطاقة. وهي:
- تركيبات غير موصولة بالشبكة تتضمن:

1. تركيبات غير موصولة الشبكة بدون تخزين للطاقة (مثال: البطاريات..)
2. تركيبات غير موصولة بالشبكة مع تخزين للطاقة (مثال: البطاريات..)[15]

- تركيبات موصولة بالشبكة تتضمن:

1. تركيبات متصلة بالشبكة مع دعم لحمولة الطاقة الخطرة.
2. تركيبات متصلة بالشبكة بدون مخططات تعويض مالية.
3. تركيبات متصلة بالشبكة مع نظام لقياس الاستهلاك الصافي.
4. تركيبات متصلة بالشبكة مع نظام لقياس الموازنة والمبيع.[16]

يمكن أن تعمل كل التجهيزات المذكورة إمّا في محطة توليد طاقة وحيدة أو مجموعة من محطات توليد الطاقة (في هذه الحالة يدعى نظام توليد طاقة هجين). لضمان السلامة، يجب أن تنطفئ التركيبات المتصلة بالشبكة بشكل تلقائي أو تدخل في «وضع عدم الانفصال عن الشبكة» عندما يحدث عطل في مزوّد الطاقة الرئيسي.

## التكاليف
تختلف التكاليف اعتمادًا على التركيبات المختارة (مخطط التعويض المالي ومحطة توليد الطاقة الكهربائية والمعدات الإضافية). وفقًا لجمعية الأداء العملي، يمكن أن تكون تكلفة الإنفاق المنزلي منخفضةً إلى أبعد الحدود إذا ما استُخدم التوليد المنزلي المصغر للطاقة، الذي يستخدم بدوره أحدث تقنيات توفير التكاليف (شبكة أسلاك التوصيل، والألواح الجاهزة ومحطات توليد الطاقة «دي آي واي» الرخيصة مثل عنفات الرياح «دي آي واي»). في الواقع، تشير جمعية الأداء العملي إلى أن العديد من سكان المجتمعات الزراعية في العالم النامي ينفقون أقل من دولار واحد على الكهرباء شهريًا. ومع ذلك، إذا ما حُللت الأمور بشكل أقل اقتصادًا (استخدام أكبر للنظم والمناهج التجارية)، ستصبح التكاليف أعلى بشكل كبير. مع ذلك في معظم الحالات، ما يزال هناك ميزات مالية في ظل استخدام التوليد المصغر للطاقة في محطات التوليد المتجددة؛ غالبًا ما تتراوح بين 50-90% نظرًا إلى غياب خسائر الإنتاج المحلي من الطاقة الناتجة عن نقل الكهرباء في خطوط الطاقة طويلة المسافات بالنسبة، أو عن ظاهرة جول في المحولات إذ تُفقد 8-15% من الطاقة بشكل عام.
في المملكة المتحدة، تقدم الحكومة كلًا من المنح والدفعات الودية بهدف مساعدة الشركات والمجتمعات المحلية والمنازل الخاصة على تثبيت هذه التقنيات. يمكن للشركات أن تستبعد تكلفة التثبيت كاملةً عن أرباح الضرائب، في حين يستلم أصحاب المنازل منحًا حكوميةً ثابتةً أو دفعات مقابل كل كيلو واط من الكهرباء المتولدة والمدفوعة إلى الشبكة الكهربائية الوطنية. تستطيع المنظمات المجتمعية أيضًا تحصيل مبالغ تصل إلى 200,000 جنيه إسترليني جراء تمويل المنح الحكومية.
في المملكة المتحدة، يوفر مخطط شهادات التوليد المصغر للطاقة الموافقات لمركبي التوليد المصغر ومنتجاته، إذ يعد شرطًا إلزاميًا في مخططات التمويل مثل العلف في التعريفات الجمركية وباعثات الحرارة المتجددة.

### تكافؤ الشبكة
يحدث تكافؤ الشبكة (أو تكافؤ المقبس) عندما يتمكن مصدر الطاقة البديل من توليد الكهرباء بتكلفة طاقة مستوية (إل سي أو إي)، بسعر أقل من سعر شراء الطاقة من الشبكة الكهربائية أو بمساواته. يُعتبر الوصول إلى تكافؤ الشبكة الحد الذي يصبح عنده مصدر الطاقة منافسًا للتنمية الواسعة، ومن دون إمدادات مادية أو دعم حكومي. يُعتقد على نطاق واسع أن تغيرًا هائلًا سيحدث في توليد هذه الأشكال من الطاقة عند وصولها إلى تكافؤ الشبكة.
استطاعت بعض المناطق الوصول إلى تكافؤ الشبكة بواسطة طاقة الرياح المولدة على الشاطئ في عام 2000، وتحققت لأول مرة من خلال الطاقة الشمسية في اسبانيا في عام 2013.

## في الثقافة الشعبية
تركت العديد من الأفلام والبرامج التلفزيونية أثرًا عظيمًا في زيادة الاهتمام بالتوليد المصغر للطاقة بين عامة الناس، من أبرز الأمثلة على ذلك ساحل البعوض، وجيريكو، وآلة الزمن وعائلة روبنسون من بيفرلي هيلز. تقترح مواقع ويب عديدة مثل انستراكتابلز وبراكتكال أكشن حلول «دي آي واي» أو «افعلها بنفسك»، إذ باستطاعتها أن تقلل من تكاليف التوليد المصغر للطاقة، بالتالي زيادة شعبيتها. تقدم مجلات مختصة أيضًا مثل أزرباور وهوم باور أجهزةً ونصائح عملية.